# Bolt (jogo eletrônico)
Bolt é um jogo eletrônico baseado no filme de animação de mesmo nome. O jogo foi desenvolvido pela Avalanche Software e distribuído pela Disney Interactive Studios para as plataformas PC, Nintendo DS, PlayStation 2, PlayStation 3, Wii, Xbox 360 e celulares (br) / telemóveis (pt). O jogo disponibiliza o serviço de rede social online DGamer em sua versão do Nintendo DS.
No Brasil, o jogo foi distribuído para todas as plataformas, sendo a versão de PC distribuída pela Positivo Informática, totalmente em português.

## O jogo
O jogo se passa no seriado no qual Bolt trabalha, dando ao jogador um enredo de ação mais profundo como nas cenas da série fictícia encontrada no filme. São disponibilizadas diversas fases em locais diferentes do mundo. As fases são alternada entre a garota Penny e em sua grande maioria com o cachorro Bolt com seus superpoderes. Nas fases que são comandadas pela garota Penny, deve-se atravessar níveis de espionagem em que os inimigos devem ser evitados, já nas fases de Bolt, o cachorro luta contra grupos de capangas de Cálico em uma jogabilidade foca em ação.

## Países (níveis do Jogo)
- Itália
- Rússia
- Belize
- China
- Oceania

## Poderes
- Projetar latidos ultra-sônicos;
- Visão à raio laser;
- Projetar estrondo "rachador" no chão(com os braços batendo no chão);
- Super velocidade;

## Ligações Externas
- Site Oficial (em inglês)
- Ficha o jogo no GameStart